# 易卜拉欣·阿马杜
易卜拉欣·阿马杜（Ibrahim Amadou ，1993年4月6日—）是一名法国职业足球运动员。2024年時效力于中国足球协会超级联赛俱乐部上海申花足球俱乐部。他是一名防守型中场，同时也可以客串中后卫。 

## 生平
阿马杜生于喀麥隆杜阿拉，4岁时移居法国并在科隆布定居。2008年加入南錫體育會青訓系統。 
2013年5月26日，阿马杜首次亮相职业联赛，當時他在2012年至2013年法国足球甲级联赛最后一轮南錫體育會对阵布雷斯特足球俱乐部的比赛中上場比賽，而且踢了一分钟。  2014年8月8日，他在法乙联赛南錫體育會对阵奧連斯體育會比赛中攻入了自己的第一粒进球。 